# Моторкина, Ирина Викторовна
Ирина Викторовна Моторкина (род. 1957, Воронеж) — российский тренер по плаванию. Заслуженный тренер России (2015). Отличник физической культуры и спорта.
С 2001 года тренер сборной России. С 2009 по 2012 годы — старший тренер сборной России по плаванию. С 2016 года — старший тренер сборной РФ по резерву.

## Биография
Родилась в 1957 году в Воронеже. В 1979 году окончила Воронежский государственный педагогический институт по специальности физическое воспитание.
С 1979 года переехала жить в г. Владивосток Приморского края, где сначала преподавала физкультуру в средней школе, руководила секцией плавания городского Дворца пионеров и школьников до 1989 года, параллельно занимаясь подводным ориентированием и став инструктором подводного спорта.
В 2004 году отмечена премией «Тренер года» по плаванию администрацией Приморского края.
Среди известных воспитанников: МСМК Павел Комаров, МСМК Кирилл Мишенин, МСМК Сергей Остапчук, ЗМС Олег Тихобаев — чемпион и рекордсмен мира, Европы, ЗМС Сергей Фесиков — чемпион Европы, чемпион и рекордсмен мира.